# Первухина
Первухина — деревня в Талицком городском округе Свердловской области России.

## Географическое положение
Деревня Первухина находится в 23 километрах (по дорогам в 31 километре) к северо-востоку от города Талицы, на правом берегу реки Балаир — левого приток реки Пышмы. Непосредственно южнее деревни проходит автодорога федерального значения Р351, или Сибирский тракт, а в четырёх километрах к югу — Транссибирская магистраль. Южнее деревни на ней расположен остановочный пункт 2048 км Свердловской железной дороги.

## Население
| 2002 | 2010 | 2021 |
| ---- | ---- | ---- |
| 266  | ↘203 | ↘168 |